# 틀렘센 함락 (1518년)
틀렘센의 함락은 1518년 오스만 제국의 오루츠 바르바로사 제독이 자이얀 왕조의 마지막 술탄인 아부 자얀이 다스리던 틀렘센 시를 함락한 사건이다.

## 전개
오루츠 제독과 형제 바르바로스 하이레딘 파샤는 테네스를 점령한 직후 틀렘센 공략에 나서 함락시켰다. 틀렘센 왕국을 다스리던 술탄 아부 자얀은 모로코의 페스로 피난하였고, 오루츠는 틀렘센의 국왕을 자처했다. 그러나 바누자얀 왕조의 마지막 생존자였던 셰이크 부함무드가 오랑으로 탈출하여 스페인의 구원을 요청했다.
당시 틀렘센을 함락시킨 오루츠는 스페인 오랑 기지 뒤편의 오지를 장악하게 되었고, 스페인으로서는 오스만 측이 통상적인 보급경로를 크게 위협할 여지를 느끼고 있었다. 또한 오루츠는 훗날 프랑스령 알제리의 규모에 맞먹는 상당한 크기의 영토를 장악하게 된 상황이었다.
결국 스페인군은 1518년 군사적 대응에 나서 오랑으로부터 110km 떨어진 틀렘센의 공세에 나서, 포위전을 펼친 뒤 오루츠를 죽이고 틀렘센 지역을 점령하였다. 그러나 머지않아 모로코 국왕이 상당한 규모의 군대를 소집하여 틀렘센으로 진군하는 바람에 스페인은 퇴각하는 수밖에 없었다.
오스만 제국은 이후 1553년부터 틀렘센에 직접적인 영향력을 행사하기 시작하였다. 그해 모로코 와타스 왕조의 술탄 아부 알아바스 아흐마드는 경쟁국인 사드 술탄국의 샤리프에게 포로로 잡혔다. 아마드 술탄의 후계자이자 어린 아들이었던 나시르 알카스리의 섭정 알리 아부 하순은 오스만 제국의 지원을 이끌어내기 위해 그들에게 충성을 맹세하기로 결정하였던 것이다.